# Littorophiloscia visayensis
Littorophiloscia visayensis är en kräftdjursart som beskrevs av Kim och Kae Kyoung Kwon2002. Littorophiloscia visayensis ingår i släktet Littorophiloscia och familjen Philosciidae. Inga underarter finns listade i Catalogue of Life.